# Инженерная геология
Инженерная геология — одна из геологических наук, изучающая морфологию, динамику и региональные особенности верхних горизонтов земной коры (литосферы) и их взаимодействие с инженерными сооружениями (элементами техносферы) в связи с осуществленной, текущей или планируемой хозяйственной, прежде всего инженерно-строительной деятельностью человека.

## Объект и предмет науки
Объект исследования инженерной геологии — верхние горизонты земной коры (часто называемые геологической средой), исследуемые в специальном инженерно-геологическом отношении.
Предмет изучения инженерной геологии — знания о морфологии, динамике и региональных особенностях верхних горизонтов земной коры (литосферы) и их взаимодействии с инженерными сооружениями (элементами техносферы) в связи с осуществленной, текущей или планируемой хозяйственной деятельностью человека. Одним из важнейших этапов в инженерно-геологической оценке территории является выделение инженерно-геологического элемента, характеризующегося по однородным инженерно-геологическим свойствам .

## Разделы

Структура современной инженерной геологии и её основные научные направления: 1 — грунтоведение; 2 — инженерная геодинамика; 3 — региональная инженерная геология; а — общее грунтоведение; б — общая инженерная геодинамика; в — общая региональная инженерная геология; г — геодинамическое грунтоведение; д — региональная инженерная геодинамика; е — региональное грунтоведение

Инженерная геология включает в себя три основных раздела:
1. грунтоведение
2. инженерная геодинамика
3. региональная инженерная геология.

Соотношение этих разделов показано на рисунке.

## История
Инженерная геология зародилась в XIX веке. Однако на подсознательном уровне данную науку использовали еще тысячи лет назад, при создании жилища. Прекрасным примером служат пирамиды в Египте, где основанием сооружения служат прочные скальные породы, благодаря чему данные творения сохранились до наших дней.
В России первые инженерно-геологические работы были связаны со строительством железных дорог (1842—1914). В них принимали участие А. П. Карпинский, Ф. Ю. Левинсон-Лессинг, И. В. Мушкетов, А. П. Павлов, В. А. Обручев и др. Как наука геологического цикла инженерная геология сформировалась в 1920-х годах. В её становление и развитие большой вклад внесли Л. Д. Белый, Н. Я. Денисов, Г. С. Золотарев, Н. В. Коломенский, В. Д. Ломтадзе, Н. Н. Маслов, И. В. Попов, В. А. Приклонский, Ф. П. Саваренский, Е. М. Сергеев и др.
В истории развития инженерной геологии выделяются её предыстория и три этапа. Главный итог первого из них (1920—1940-е годы) — становление инженерной геологии как науки в объёме грунтоведения, инженерной геодинамики (в современном её понимании) и методики инженерно-геологических исследований (именно два последних направления в 1920—1930-х годах объединялись под названием инженерной геологии).
Второй этап (1940—1980-е годы) завершился оформлением содержания инженерной геологии в составе трех научных направлений — грунтоведения, инженерной геодинамики и региональной инженерной геологии, формированием всех прикладных её разделов, позволившим обеспечить инженерно-геологической информацией проектирование, сооружение и эксплуатацию всех народнохозяйственных комплексов страны и создать уникальное 8-томное произведение «Инженерная геология СССР».
Третий этап (1980-е годы — наст. время) — время превращения инженерной геологии в зрелую науку с достаточно совершенным теоретическим базисом и разработанным аппаратурно-методическим комплексом для проведения исследований и изысканий, перехода к изучению инженерно-геологических условий Земли в целом.

### Нормативная литература
- СП 47.13330.2016. Инженерные изыскания для строительства. Основные положения. Актуализированная редакция СНиП 11-02-96.
- СНиП 2.06.15-85. Инженерная защита территорий от затопления и подтопления.
- СП 14.13330.2014 Строительство в сейсмических районах .
- СП 50-101-2004. Проектирование и устройство оснований и фундаментов зданий и сооружений.
- СП-11-105-97. Свод правил по инженерным изысканиям для строительства. Инженерно-геологические изыскания для строительства. Части I—VI.